# Mistrzostwa Europy w Lekkoatletyce 2012 – rzut oszczepem mężczyzn
Rzut oszczepem mężczyzn – jedna z konkurencji rozegranych podczas lekkoatletycznych mistrzostw Europy na Helsingin Olympiastadion w Helsinkach.
Do zawodów przystąpiło dwóch z trzech medalistów poprzednich mistrzostw Europy: złoty medalista Norweg Andreas Thorkildsen oraz trzeci w Barcelonie Fin Tero Pitkämäki. Do Finlandii nie przyjechał – z powodu kontuzji – wicemistrz Europy z 2010 Matthias de Zordo.

## Terminarz
| Data       | Godzina |            |
| ---------- | ------- | ---------- |
| 27 czerwca | 18:15   | Eliminacje |
| 28 czerwca | 18:45   | Finał      |

## Przebieg zawodów

### Eliminacje
Sportowcy w rundzie eliminacyjnej zostali podzieleni na 2 grupy. Aby dostać się do finału, w którym wystartowało 12 zawodników, należało rzucić co najmniej 83,00 m. W przypadku gdyby rezultat ten osiągnęła mniejsza liczba oszczepników kryterium awansu były najlepsze wyniki uzyskane przez startujących (q). Podobna sytuacja miałaby miejsce gdyby żaden ze startujących nie uzyskał wyznaczonego minimum. Sportowców podzielono na dwie grupy kwalifikacyjne: A i B.
| Poz. | Grupa | Zawodnik               | Reprezentacja        | #1    | #2    | #3    | Rezultat | Uwagi |
| ---- | ----- | ---------------------- | -------------------- | ----- | ----- | ----- | -------- | ----- |
| 1    | A     | Ari Mannio             | Finlandia            | 77,81 | 84,31 |       | 84,31    | Q, SB |
| 2    | B     | Ołeksandr Pjatnycia    | Ukraina              | 82,37 | 81,66 | x     | 82,37    | q     |
| 3    | A     | Igor Janik             | Polska               | 82,37 | x     | x     | 82,37    | q, SB |
| 4    | B     | Walerij Iordan         | Rosja                | 82,32 | –     | –     | 82,32    | q, PB |
| 5    | B     | Kim Amb                | Szwecja              | 76,78 | 80,69 | –     | 80,69    | q     |
| 6    | B     | Tero Pitkämäki         | Finlandia            | 77,70 | 80,66 | –     | 80,66    | q     |
| 7    | B     | Tino Häber             | Niemcy               | 76,25 | 76,67 | 79,86 | 79,86    | q     |
| 8    | A     | Risto Mätas            | Estonia              | 79,34 | 77,03 | x     | 79,34    | q     |
| 9    | B     | Andreas Thorkildsen    | Norwegia             | 79,34 | –     | –     | 79,34    | q     |
| 10   | A     | Vítězslav Veselý       | Czechy               | x     | 78,45 | 79,09 | 79,09    | q     |
| 11   | A     | Paweł Rakoczy          | Polska               | 79,02 | x     | x     | 79,02    | q     |
| 12   | A     | Gabriel Wallin         | Szwecja              | 75,83 | 78,66 | 78,89 | 78,89    | q     |
| 13   | A     | Thomas Röhler          | Niemcy               | x     | 77,95 | 78,89 | 78,89    |       |
| 14   | A     | Fatih Avan             | Turcja               | 78,27 | x     | 78,31 | 78,31    |       |
| 15   | A     | Ainārs Kovals          | Łotwa                | x     | 76,32 | 71,33 | 76,32    |       |
| 16   | B     | Mark Frank             | Niemcy               | x     | 72,61 | 75,55 | 75,55    |       |
| 17   | B     | Bartosz Osewski        | Polska               | 74,82 | 75,26 | x     | 75,26    |       |
| 18   | A     | Ołeksandr Nyczyporczuk | Ukraina              | 70,54 | 74,91 | 74,35 | 74,91    |       |
| 19   | A     | Marko Jänes            | Estonia              | 70,99 | 74,74 | 71,71 | 74,74    | SB    |
| 20   | B     | Dejan Mileusnić        | Bośnia i Hercegowina | 72,95 | 69,16 | 73,84 | 73,84    |       |
| 21   | A     | Melik Dżanojan         | Armenia              | 69,40 | 66,20 | 72,59 | 72,59    |       |
| 22   | A     | Matija Kranjc          | Słowenia             | 72,49 | 70,67 | 70,18 | 72,49    |       |
| 23   | A     | Zigismunds Sirmais     | Łotwa                | x     | 71,02 | 72,42 | 72,42    |       |
| 24   | A     | Yervásios Filippídis   | Grecja               | 69,34 | 72,39 | 70,98 | 72,39    |       |
| 25   | B     | Tanel Laanmäe          | Estonia              | 71,87 | x     | 68,94 | 71,87    |       |
| 26   | B     | Martin Benák           | Słowacja             | 69,23 | 70,60 | 69,97 | 70,60    |       |
| 27   | B     | Petr Frydrych          | Czechy               | 68,31 | x     | 68,88 | 68,88    |       |
|      | B     | Vadims Vasiļevskis     | Łotwa                | x     | x     | x     | NM       |       |
|      | B     | Teemu Wirkkala         | Finlandia            | x     | –     | –     | NM       |       |

### Finał
Do finału awansowało 12 zawodników. Po 3 kolejkach rzutów pozostała czołowa ósemka jednak z dalszego startu zrezygnował obrońca tytułu Andreas Thorkildsen. Złoty medal rzutem na odległość 83,72 zapewnił sobie w drugiej kolejce Czech Vítězslav Veselý – oszczepnik został pierwszym czeskim mistrzem Europy w tej konkurencji, wcześniej nie udało się tego dokonać nawet aktualnemu trenerowi zawodnika oraz rekordziście świata Janowi Železnemu. Po pierwszej serii rzutów niespodziewanym liderem był młody rosyjski oszczepnik Walerij Iordan, który rezultatem 83,23 ustanowił swój rekord życiowy. Trzecie miejsce, dzięki rzutowi w czwartej kolejki na odległość 82,63 zapewnił jeden z faworytów zgromadzonej na stadionie fińskiej publiczności Ari Mannio.
| Poz. | Imię i nazwisko     | Narodowość | 1     | 2     | 3     | 4     | 5     | 6     | Rezultat | Uwagi |
| ---- | ------------------- | ---------- | ----- | ----- | ----- | ----- | ----- | ----- | -------- | ----- |
|      | Vítězslav Veselý    | Czechy     | 74,04 | 83,72 | 74,63 | 78,61 | 83,51 | 77,64 | 83,72    |       |
|      | Walerij Iordan      | Rosja      | 83,23 | x     | 79,92 | –     | –     | 74,63 | 83,23    | PB    |
|      | Ari Mannio          | Finlandia  | 75,93 | 82,17 | x     | 82,63 | x     | 79,04 | 82,63    |       |
| 4    | Andreas Thorkildsen | Norwegia   | 81,55 | 78,12 | 77,07 | –     | –     | –     | 81.55    |       |
| 5    | Ołeksandr Pjatnycia | Ukraina    | 81,41 | x     | 78,81 | 80,73 | 80,10 | 77,25 | 81,41    |       |
| 6    | Igor Janik          | Polska     | 79,58 | 81,21 | x     | x     | 79,04 | x     | 81,21    |       |
| 7    | Kim Amb             | Szwecja    | 77,30 | 79,03 | 73,39 | 67,35 | –     | –     | 79,03    |       |
| 8    | Gabriel Wallin      | Szwecja    | 71,76 | 77,18 | 74,61 | 73,26 | 74,43 | 76,42 | 77,18    |       |
| 9    | Tino Häber          | Niemcy     | 71,87 | 76,11 | 74,25 |       |       |       | 76,11    |       |
| 10   | Risto Mätas         | Estonia    | 75,85 | 72,92 | 74,48 |       |       |       | 75,85    |       |
| 11   | Tero Pitkämäki      | Finlandia  | 74,89 | x     | 74,10 |       |       |       | 74,89    |       |
| 12   | Paweł Rakoczy       | Polska     | x     | 70,93 | x     |       |       |       | 70,93    |       |